# Anne Fries
Anne Fries (* 2. Mai 1907 in Duisburg; † 4. Oktober 1973) war eine deutsche sozialdemokratische Politikerin.
Anne Fries war unmittelbar nach dem Zweiten Weltkrieg Mitglied in der ernannten Stadtverordnetenversammlung von Mülheim an der Ruhr. Außerdem war sie 1946 und 1947 Mitglied des Ernannten Landtages von Nordrhein-Westfalen.